# Prima che vi uccidano
Prima che vi uccidano è un romanzo di Giuseppe Fava. È stato pubblicato nel 1976 dalla Bompiani. È un libro di denuncia della presenza mafiosa in Sicilia, così come lo era stato Gente di rispetto, pubblicato due anni prima. Il libro è uno dei maggiori affreschi della vita contadina della Sicilia sud-orientale presumibilmente ambientato a Palazzolo Acreide, città natale di Giuseppe Fava, il romanzo porta in primo piano con struggenti e crude descrizioni, la vita di un ragazzo e della sua famiglia. Il cantante Pippo Pollina ha scritto una canzone contro la mafia che porta lo stesso titolo del romanzo.

## Edizioni
- Giuseppe Fava, Prima che vi uccidano, Bompiani, 1976.